# Clemens Echelmeyer
Clemens Echelmeyer (* 9. April 1895 in Riesenbeck; † 19. Januar 1968) war ein deutscher Geistlicher und in der Zeit von 1941 bis 1968 zunächst Domkapitular und später Dompropst des Bistums Münster.

## Leben
Am 9. April 1895 wurde Clemens Echelmeyer als fünftes der neun Kinder von Franz Xaver Echelmeyer und Maria geb. Heemann geboren. Zunächst besuchte er die Volksschule in Riesenbeck, erhielt jedoch später zusammen mit Max Heereman von Zuydtwyck Privatunterricht auf der Surenburg.
Zunächst studierte er in Münster, wechselte aber bald nach Trier um sich hier ins Priesterseminar einzuschreiben und Theologie zu studieren. Ab 1917 kämpfte er als Soldat im Ersten Weltkrieg. Nach der Fortsetzung seines Studiums in Münster wurde er am 17. Dezember 1921 im Dom zum Priester geweiht. Bei seiner Heimatprimiz erhielt er von der Familie Heereman einen goldenen Kelch als Geschenk. Er war zunächst als Kaplan in Meiderich und Bocholt, ehe er von 1929 bis 1934 an einem Internat für lernschwache Schüler wirkte.
Ab 1934 war er Diözesanpräses der Kolpingfamilie in Münster, wobei er sich wiederholt wegen seiner konsequenten Art bei den Nationalsozialisten unbeliebt machte. Nach seiner Ernennung zum Domkapitular am 11. Februar 1941 wurde er am 12. Juni 1941 durch die Gestapo verhaftet. Nach der Überstellung nach Visselhövede durfte er sich nicht religiös betätigen. Auch durfte er den Ort nicht verlassen. Im August 1945 kehrte er nach Münster zurück und wurde von Bischof Clemens August Graf von Galen zum Dompropst ernannt.
Seine Aufgabe war es den Wiederaufbau des Doms und anderer durch den Krieg zerstörte Gebäude des Bistums zu leiten. Des Weiteren war er Mitbegründer der Christlich-Jüdischen Zusammenarbeit und deren zeitweiliger Vorsitzender. Für seine verschiedenen Verdienste erhielt er 1964 das Große Bundesverdienstkreuz. Am 19. Januar 1968 starb er im Alter von 72 Jahren.

## Ehrungen
- 1964 Großes Bundesverdienstkreuz
- Päpstlicher Hausprälat
- In Münster wurde eine Straße nach ihm benannt.[3]